# X-COM: Enemy Unknown
X-COM: Enemy Unknown (Japans: X-COM-未知なる侵略者) is een computerspel dat werd ontwikkeld door MicroProse Software en samen met Mythos Games werd uitgegeven. Het spel kwam in 1994 uit voor de Commodore Amiga, DOS. Een jaar later volgde een uitgave voor de PlayStation. In 2007 werd het spel ook voor Windows uitgebracht. Het speelveld wordt isometrisch weergegeven.

## Verhaal
Sinds 1998 stijgt het aantal ufo-ontvoeringen. Een organisatie genaamd X-COM wordt opgericht door de machtigste landen ter wereld. De speler krijgt de leiding over deze organisatie die als doel heeft het buitenaardse terreur te stoppen.

## Platforms
| Jaar | Platform               |
| ---- | ---------------------- |
| 1994 | Amiga, Amiga CD32, DOS |
| 1995 | PlayStation            |
| 2007 | Windows                |

## Ontvangst
| Beoordeeld door             | Platform    | Datum            | Score |
| --------------------------- | ----------- | ---------------- | ----- |
| Computer Gaming World (CGW) | DOS         | augustus 1994    | 100%  |
| Techtite                    | DOS         | 2000             | 100%  |
| HonestGamers                | PlayStation | 19 februari 2009 | 100%  |
| CPU Gamer                   | DOS         | 31 mei 2005      | 96%   |
| IGN                         | DOS         | 1 september 2000 | 94%   |
| PC Zone                     | DOS         | juni 1994        | 93%   |
| Level                       | DOS         | februari 1999    | 88%   |
| Power Play                  | DOS         | april 1994       | 86%   |
| PC Player (Duitsland)       | DOS         | mei 1994         | 74%   |
| GamePro (USA)               | PlayStation | april 1996       | 60%   |

## Trivia
- In Noord-Amerika is het spel onder de titel X-COM: UFO Defense verschenen.
- Het spel is opgenomen in het boek 1001 Video Games You Must Play Before You Die van Tony Mott.